# Calhoun (Misuri)
Calhoun es una ciudad ubicada en el condado de Henry en el estado estadounidense de Misuri. En el Censo de 2010 tenía una población de 469 habitantes y una densidad poblacional de 181,99 personas por km².

## Geografía
Calhoun se encuentra ubicada en las coordenadas 38°28′5″N 93°37′26″O / 38.46806, -93.62389. Según la Oficina del Censo de los Estados Unidos, Calhoun tiene una superficie total de 2.58 km², de la cual 2.55 km² corresponden a tierra firme y (1.11%) 0.03 km² es agua.

## Demografía
Según el censo de 2010, había 469 personas residiendo en Calhoun. La densidad de población era de 181,99 hab./km². De los 469 habitantes, Calhoun estaba compuesto por el 97.65% blancos, el 0.21% eran afroamericanos, el 0.21% eran amerindios, el 0.64% eran asiáticos, el 0% eran isleños del Pacífico, el 0% eran de otras razas y el 1.28% pertenecían a dos o más razas. Del total de la población el 0.43% eran hispanos o latinos de cualquier raza.